# Catoptria permiacus
Catoptria permiacus là một loài bướm đêm trong họ Crambidae.